# Diplococco
Il diplococco in microbiologia è un batterio a forma di sfera (un cocco) che tipicamente si dispone a formare catenelle a due a due.
Tra i batteri diplococchi gram-negativi vi sono:
- Neisseria sp.,
- Haemophilus,
- Moraxella catarrhalis,
- Acinetobacter,
- Brucella.

Si possono considerare diplococchi gram-positivi:
- Streptococcus pneumoniae
- Enterococcus.

Presumibilmente, il diplococcus è stato implicato nell'encefalite letargica.
La parola "diplococco" deriva da "diplo", che dignifica doppio, e "coccus" dal greco kokkos, che significa bacca, (in riferimento alla forma ovoidale o sferica).
In passato il diplococco era considerato specie a sé, al giorno d'oggi non è più così.